# Argentinië op de Olympische Zomerspelen 1932
Argentinië nam deel aan de Olympische Zomerspelen 1932 in Los Angeles, Verenigde Staten. Met drie gouden medailles werd de prestatie van vier jaar eerder herhaald.

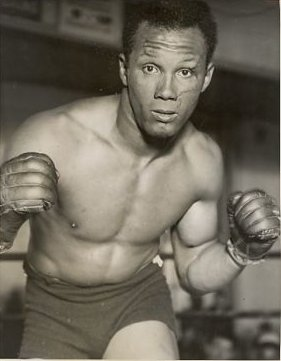
Santiago Lovell tijdens de Zomerspelen 1932

## Medailles
| Sport    | Olympiër           | Onderdeel    | Medaille |
| -------- | ------------------ | ------------ | -------- |
| Atletiek | Juan Carlos Zabala | marathon (m) | Goud     |
| Boksen   | Carmelo Robledo    | -57,2kg (m)  | Goud     |
| Boksen   | Santiago Lovell    | +79,4kg (m)  | Goud     |
| Boksen   | Amado Azar         | -72,6kg (m)  | Zilver   |

## Resultaten

### Atletiek
| Olympiër               | Discipline             | Resultaat | Prestatie                                                                                        |
| ---------------------- | ---------------------- | --------- | ------------------------------------------------------------------------------------------------ |
| Samuel Giacosa         | 100m (m)               | 23e       | serie 3: 5e in 11,1                                                                              |
| Carlos Bianchi         | 100m (m)               | 7e        | serie 4: 1e in 10,8 kwartfinale 1: 2e in 10,5 halve finale 2: 4e in 10,73                        |
| Héctor Berra           | 100m (m)               | 20e       | serie 7: 3e in 11,2                                                                              |
| Roberto Genta          | 200m (m)               | 12e       | serie 5: 1e in 25,3 kwartfinale 2: 3e in 21,8 halve finale 2: 6e in 22,0                         |
| Carlos Bianchi         | 200m (m)               | 5e        | serie 6: 3e in 22,3 kwartfinale 3: 1e in 21,4 (OR) halve finale 1: 3e in 21,6 finale: 5e in 21,6 |
| Hermenegildo del Rosso | 800m (m)               | 12e       | serie 2: 5e in 1.54,9                                                                            |
| Hermenegildo del Rosso | 1500m (m)              | 17e       | serie 1: 5e in 4.06,0                                                                            |
| Fernando Cicarelli     | 10000m (m)             | 12e       |                                                                                                  |
| José Ribas             | 10000m (m)             | 11e       |                                                                                                  |
| Luis Oliva             | 3000m steeplechase (m) | DNF       | serie 1: niet gefinisht                                                                          |
| Fernando Cicarelli     | marathon (m)           | 17e       | 2:55.49                                                                                          |
| José Ribas             | marathon (m)           | DNF       | niet gefinisht                                                                                   |
| Juan Carlos Zabala     | marathon (m)           | Goud      | 2:31.36 (OR)                                                                                     |
| Héctor Berra           | verspringen (m)        | 7e        | finale: 7e met 6,66m                                                                             |
| Pedro Elsa             | kogelstoten (m)        | 14e       | finale: 14e met 11,21m                                                                           |
| Pedro Elsa             | discuswerpen (m)       | 18e       | finale: 18e met 34,36m                                                                           |
| Federico Kleger        | kogelslingeren (m)     | 6e        | finale: 6e met 48,33m                                                                            |
| Héctor Berra           | tienkamp (m)           | DNF       | 100m horden: 1e in 11,1 (786 punten) verspringen: 3e met 7,14m (847 punten)                      |

### Boksen
| Olympiër         | Discipline  | Resultaat | Prestatie |
| ---------------- | ----------- | --------- | --- |
| Juan José Trillo | -50,8kg (m) | 9e        | 1e ronde: V van GER Spannagel: punten                                                                                               |
| Carlos Pereyra   | -54kg (m)   | 5e        | 1e ronde: W van IRL Hughes: punten kwartfinale: V van USA Lang: walk-over                                                           |
| Carmelo Robledo  | -57,2kg (m) | Goud      | 1e ronde: vrij kwartfinale: W van IRL Smith: punten halve finale: W van SWE Carlsson: punten finale: W van GER Schleinkofer: punten |
| Eduardo Vargas   | -61,2kg (m) | 9e        | 1e ronde: V van CAN Genovese: punten                                                                                                |
| Luis Sardella    | -66,7kg (m) | 9e        | 1e ronde: V van USA Flynn: punten                                                                                                   |
| Amado Azar       | -72,6kg (m) | Zilver    | 1e ronde: vrij kwartfinale: W van ITA Longinotti: punten halve finale: W van FRA Michelot: punten finale: V van USA Barth: punten   |
| Rafael Lang      | -79,4kg (m) | 5e        | kwartfinale: V van DEN Jørgensen: punten                                                                                            |
| Santiago Lovell  | +79,4kg (m) | Goud      | kwartfinale: W van FIN Bärlund: punten halve finale: W van CAN Maughan: technische knock-out finale: W van ITA Rovati: punten       |

### Gewichtheffen
| Olympiër      | Discipline | Resultaat | Prestatie                                                                  |
| ------------- | ---------- | --------- | -------------------------------------------------------------------------- |
| Julio Juaneda | -75kg (m)  | 6e        | press: 7e met 75kg trekken: 7e met 90kg stoten: 5e met 120kg totaal: 285kg |

### Schermen
| Olympiër                                                     | Discipline      | Resultaat | Prestatie |
| ------------------------------------------------------------ | --------------- | --------- | --- |
| Raúl Saucedo                                                 | degen (m)       | 10e       | 1e ronde B: 3e W van FRA Schmetz: 3-0 V van BEL Poplimont: 1-3 G van USA Calnan: 3-3 W van CAN Farrell: 3-1 W van SWE Lindman: 3-2 W van DEN Kofoed-Hansen: 3-0 W van MEX Delgadillo: 3-2 W van HUN Petneházy: 3-0 halve finale 1: 6e G van ITA Saverio Ragno: 3-3 V van FRA Georges Buchard: 1-3 V van SWE Thofelt: 2-3 V van BEL De Beuckelaer: 2-3 W van USA Heiss: 3-1 W van MEX Prieto: 3-2 W van NED de Jong: 3-1 W van HUN Benkő: 3-1 finale: 10e G van ITA Cornaggia-Medici: 3-3 V van FRA Buchard: 1-3 V van ITA Agostoni: 0-3 V van ITA Ragno: 0-3 W van FRA Schmetz: 3-2 V van FRA Cattiau: 1-3 V van USA Calnan: 1-3 V van BEL De Beuckelaer: 1-3 V van SWE Thofelt: 2-3 W van SUI de Graffenried: 3-2 W van SWE Lindström: 3-0 |
| Ángel Gorordo                                                | floret (m)      | 10e       | 1e ronde 1: 4e V van GBR Lloyd: 4-5 V van ITA Guaragna: 3-5 W van FRA Bougnol: 5-4 V van USA Every: 0-5 W van CAN Dalton: 5-2 W van MEX Cardini: 5-0 halve finale 2: 4e V van GBR Lloyd: 3-5 V van FRA Bougnol: 2-5 W van BEL de Bourguignon: 5-4 W van DEN Osiier: 5-1 W van USA Every: 5-4 W van SUI de Graffenried: 5-0 finale: 10e V van ITA Marzi: 3-5 V van USA Levis: 3-5 V van ITA Gaudini: 2-5 V van ITA Guaragna: 3-5 W van GER Casmir: 5-3 V van GBR Lloyd: 1-5 V van ARG Larraz: 0-5 V van FRA Bougnol: 4-5 W van FRA Cattiau: 5-4 |
| Roberto Larraz                                               | floret (m)      | 7e        | 1e ronde 3: 2e V van ITA Gaudini: 3-5 W van FRA Gardère: 5-2 W van GER Casmir: 5-4 W van BEL de Bourguignon: 5-2 V van USA Lorber: 4-5 W van MEX Izcoa: 5-1 W van DEN Kofoed-Hansen: 5-2 halve finale 1: 2e V van GER Casmir: 2-5 V van FRA Cattiau: 4-5 W van ITA Gaudini: 5-4 W van USA Levis: 5-0 W van FRA Gardère: 5-2 W van DEN Bloch: 5-0 W van BEL Mund: 5-0 W van NED de Jong: 5-0 finale: 7e V van ITA Marzi: 2-5 V van USA Levis: 4-5 W van ITA Gaudini: 5-3 V van ITA Guaragna: 1-5 V van GER Casmir: 4-5 V van GBR Lloyd: 3-5 V van FRA Bougnol: 4-5 W van FRA Cattiau: 5-1 W van ARG Gorord: 5-0 |
| Rodolfo Valenzuela                                           | floret (m)      | 22e       | 1e ronde 2: 8e V van ITA Marzi: 2-5 V van FRA Cattiau: 3-5 V van USA Levis: 4-5 V van DEN Osiier: 4-5 V van BEL Mund: 1-5 V van MEX Prieto: 4-5 W van CAN Markus: 5-4 |
| Raúl Saucedo Roberto Larraz Rodolfo Valenzuela Ángel Gorordo | floret team (m) | 5e        | 1e ronde 1: V van Frankrijk: 4-12 V van Verenigde Staten: 6-10 |
| Raúl Saucedo                                                 | sabel (m)       | 19e       | 1e ronde 3: 7e V van HUN Piller-Jekelfalussy: 4-5 V van MEX Haro: 3-5 V van ITA De Vecch: 2-5 V van POL Lubicz-Nycz: 4-5 W van USA Huffman: 5-2 V van DEN Leidersdorff: 2-5 |

### Schieten
| Olympiër       | Discipline             | Resultaat | Prestatie  |
| -------------- | ---------------------- | --------- | ---------- |
| Antonio Daneri | 50m geweer liggend (m) | 16e       | 286 punten |
| Sigfrido Vogel | 50m geweer liggend (m) | 22e       | 281 punten |

### Zwemmen
| Olympiër                                                   | Discipline            | Resultaat | Prestatie             |
| ---------------------------------------------------------- | --------------------- | --------- | --------------------- |
| Leopoldo Tahier                                            | 100m vrije slag (m)   | 17e       | serie 1: 5e in 1.05,3 |
| Alfredo Rocca                                              | 100m vrije slag (m)   | 15e       | serie 3: 3e in 1.04,2 |
| Leopoldo Tahier                                            | 200m schoolslag (m)   | 10e       | serie 2: 3e in 2.55,2 |
| Carlos Kennedy Leopoldo Tahier Roberto Peper Alfredo Rocca | 4x200m vrije slag (m) | 6e        | 10.13,1               |

Argentinië · Australië · België · Brazilië · Brits-Indië · Canada · Colombia · Denemarken · Duitsland · Estland · Filipijnen · Finland · Frankrijk · Griekenland · Groot-Brittannië · Haïti · Hongarije · Ierland · Italië · Japan · Joegoslavië · Letland · Mexico · Nederland · Nieuw-Zeeland · Noorwegen · Oostenrijk · Polen · Portugal · Republiek China · Spanje · Tsjecho-Slowakije · Uruguay · Verenigde Staten · Zuid-Afrika · Zweden · Zwitserland